# This Is Love (chanson d'Hikaru Utada)
Pour les articles homonymes, voir This Is Love.
Singles de Hikaru Utada
Keep Tryin'
(2006) Boku wa Kuma
(2006)
This Is Love est une chanson d'Hikaru Utada, sortie en "single digital" en 2006.

## Présentation
La chanson, écrite, composée et arrangée par Utada, sort en "single digital" en téléchargement le 31 mai 2006 sur le label EMI Music Japan, pour promouvoir l'album Ultra Blue sur lequel elle figure et qui sort deux semaines plus tard (c'est la couverture de l'album qui est utilisée pour illustrer la chanson). Elle est également utilisée comme thème musical pour une campagne publicitaire pour la marque cup noodle de Nissin Foods, et comme générique d'ouverture de la série anime Freedom réalisée dans le cadre du projet promotionnel Freedom Project pour cette même marque.
La chanson se classe à la première place des meilleures ventes sur la plupart des plateformes de téléchargement japonaises, dont iTunes où elle est la neuvième chanson la plus téléchargée de l'année dans ce pays (la première étant la chanson du précédent single d'Utada sorti trois mois auparavant, Keep Tryin'). La chanson figurera aussi sur la compilation Single Collection Vol.2 de 2010.